# لويس فرنسيس كيلهير
لويس فرنسيس كيلهير (بالإنجليزية: Louis Francis Kelleher)‏ هو كاهن كاثوليكي أمريكي، ولد في 4 أغسطس 1889 في كامبريدج في الولايات المتحدة، وتوفي في 26 نوفمبر 1946.